# Crveni Oblak
Makhpiya-Luta ili Crveni Oblak (1822. – 10. prosinca 1909.), poglavica plemena Oglala Siouxa rođen oko 1822. na mjestu sadašnjeg grada North Platte u Nebraski. Po majci je bio Oglala, a po ocu Brulé Sioux. Svoja prva ratna iskustva stekao je još u mladim danima u borbama s tradicionalnim neprijateljima Siouxa, Vranama i Ponijima. Godine 1866./67. vodi svoje Siouxe u nekoliko okršaja protiv američke vojske, a najznačajnija mu je pobjeda nad kapetanom Williamom Fettermanom, iskusnim veteranom koji je s 18. regimentom učestvovao u građanskom ratu. U ovoj bitci poznatoj kao  'Fetterman Massacre'  ili  'the Battle of the Hundred Slain'  stradali su Fetterman i njegovih 79 vojnika. U bitci na Little Bighornu ne sudjeluje, kao ni u pokretu Plesa duhova. Umro je 1909. na rezervatu Pine Ridge u 79. godini života.

## Vanjske poveznice
- Red Cloud  Arhivirana inačica izvorne stranice od 21. siječnja 2012. (Wayback Machine)